# Palloseura Kemi Kings 2016

## Stagione
Nella stagione 2016 il PS Kemi Kings ha disputato la Veikkausliiga, massima serie del campionato finlandese di calcio, terminando il torneo al nono posto con 35 punti conquistati in 33 giornate, frutto di 10 vittorie, 5 pareggi e 18 sconfitte. In Liigacup è stato eliminato al termine della fase a gironi, avendo concluso al secondo posto il suo girone. In Suomen Cup è sceso in campo a partire dal quarto turno, venendo poi eliminato al quinto turno dall'SJK dopo i tiri di rigore.

## Organico

### Rosa
| N. |                                      | Ruolo | Calciatore         |
| -- | ------------------------------------ | ----- | ------------------ |
| 1  | Finlandia (bandiera)                 | P     | Juhani Pennanen    |
| 2  | Francia (bandiera)                   | D     | David Bitsindou    |
| 3  | Finlandia (bandiera)                 | D     | Henri Louste       |
| 4  | Slovenia (bandiera)                  | A     | Filip Valenčič     |
| 5  | Stati Uniti (bandiera)               | A     | Christian Eissele  |
| 6  | Finlandia (bandiera)                 | C     | Saku Kvist         |
| 7  | Trinidad e Tobago (bandiera)         | A     | Rundell Winchester |
| 7  | Svezia (bandiera)                    | A     | Erik Törnros       |
| 8  | Finlandia (bandiera)                 | C     | Joona Veteli       |
| 9  | Inghilterra (bandiera)               | A     | Billy Ions         |
| 10 | Guinea-Bissau (bandiera)             | C     | Kaby               |
| 11 | Saint Vincent e Grenadine (bandiera) | C     | Cornelius Stewart  |
| 12 | Finlandia (bandiera)                 | P     | Jusa Impiö         |
| 13 | Finlandia (bandiera)                 | D     | Janne Turpeenniemi |

| N. |                        | Ruolo | Calciatore           |
| -- | ---------------------- | ----- | -------------------- |
| 14 | Finlandia (bandiera)   | C     | Matias Ojala         |
| 15 | Serbia (bandiera)      | D     | Željko Savić         |
| 17 | Finlandia (bandiera)   | C     | Aleksi Gullsten      |
| 18 | Finlandia (bandiera)   | C     | Joni Lehosmaa        |
| 19 | Finlandia (bandiera)   | C     | Paavo Jokinen        |
| 20 | Finlandia (bandiera)   | C     | Aleksi Räihä         |
| 21 | Romania (bandiera)     | D     | Nicolae Vasile       |
| 23 | Finlandia (bandiera)   | D     | Kalle Taimi          |
| 24 | Finlandia (bandiera)   | A     | Topias Wiena         |
| 33 | Brasile (bandiera)     | D     | Muller Pereira Roque |
| 35 | Finlandia (bandiera)   | P     | Mikko Vilmunen       |
| 87 | Inghilterra (bandiera) | C     | Ryan Gilligan        |
| 88 | Finlandia (bandiera)   | D     | Tuomo Könönen        |

## Statistiche

### Statistiche di squadra
| Competizione  | Punti | In casa | In casa | In casa | In casa | In casa | In casa | In trasferta | In trasferta | In trasferta | In trasferta | In trasferta | In trasferta | Totale | Totale | Totale | Totale | Totale | Totale | DR  |
| Competizione  | Punti | G       | V       | N       | P       | Gf      | Gs      | G            | V            | N            | P            | Gf           | Gs           | G      | V      | N      | P      | Gf     | Gs     | DR  |
| ------------- | ----- | ------- | ------- | ------- | ------- | ------- | ------- | ------------ | ------------ | ------------ | ------------ | ------------ | ------------ | ------ | ------ | ------ | ------ | ------ | ------ | --- |
| Veikkausliiga | 35    | 16      | 7       | 1       | 8       | 21      | 25      | 17           | 3            | 4            | 10           | 8            | 23           | 33     | 10     | 5      | 18     | 29     | 48     | -19 |
| Liigacup      | -     | 2       | 1       | 1       | 0       | 4       | 2       | 3            | 1            | 0            | 2            | 2            | 3            | 5      | 2      | 1      | 2      | 6      | 5      | +1  |
| Suomen Cup    | -     | 1       | 0       | 1       | 0       | 1       | 1       | 1            | 1            | 0            | 0            | 3            | 1            | 2      | 1      | 1      | 0      | 4      | 2      | +2  |
| Totale        | -     | 19      | 8       | 3       | 8       | 26      | 28      | 21           | 5            | 4            | 12           | 13           | 27           | 40     | 13     | 7      | 20     | 39     | 55     | -16 |